# Cecidomyia eupatorii
Cecidomyia eupatorii är en tvåvingeart som beskrevs av Cook 1909. Cecidomyia eupatorii ingår i släktet Cecidomyia och familjen gallmyggor.
Artens utbredningsområde är Kuba. Inga underarter finns listade i Catalogue of Life.